# Anthicus quisquilius
Anthicus quisquilius là một loài bọ cánh cứng trong họ Anthicidae. Loài này được Thomson miêu tả khoa học năm 1864.